# Josep Insa Martínez
Josep Insa Martínez, Pepito Insa, (Cocentaina, 10 de novembre del 1924 - 2010) va ser director d'orquestra i compositor.

## Biografia
Va néixer en el si d'una família de músics. Fou cofundador i primer director (1985-1991) de la banda de la Societat Ateneu Musical de Cocentaina.
Josep Insa ha escrit gran nombre d'obres per a banda, especialment pas-dobles i música festera. El 1980 compongué Visca la festa, l'himne de les festes de Cocentaina.

## Obres
- Visca la festa: himne de festes (1980), amb lletra de Gerard Mur i Pérez

### Obres per a banda
- América 66 (1966), marxa militar
- Relíquies de Sant Hipòlit, marxa de processó

- Marxes mores: Al-Azarch, Al Caïd, Beduinos de Petrer, Bohemios de Petrer, Contestania, Cop Morotó, El-Ma-Ir (1981), Enrique Gibert "flautí", Mar-Bro, Moros Bequeteros, Moros Bohemios, Pluma i cordó, Xato Manta Roja (1986)

- Marxes cristianes: Corpus-tobes, Cristianos Viejos, Nicolàs futur Almogàvar, Parnesto, Rafel Almogàvar i capità, Solatge capità

- Pas-dobles: Al fillol, Al Paste, Alberri (1965), Alcalde Carbonell, Als amics, Als Contrabandistes, Ateneu musical contestà (1986), Barceló de Saix, Caballeros Halcones (2005), Calle Mayor, Cavall Bernat, Erik, Enrique Giner, Esther, Ida y vuelta (dedicada al seu oncle, el flautista Francisco Insa Giner, "Paco El Mallorquí"), Joan Pascual, Jordiet el Navarro, José Antonio Navarro, Juan Faubel, Juanito bajoquero, La Llana, Luis Sáez (1985), Manolo el lliberal, Manolo pichòc, Manolo Sanchis, Marimé, Musas, Músics i cordoneros, Paco Gisbert, Paco Llopis (1987), Paco Vicaya, Padre Manresa, Pascual Gibert, Pau i Guerra, Pedralba, Pep el Mallorquí, Pepito Gisbert (1970), Pere Zaragoza, Peris pantorreta, Poeta Valls (2006), Rafael Bohigues, El sabater, Vicente "El Santo", Yago, Zudaire

## Arxius de so
- Ateneu Musical Contestà, interpretat per l'Ateneu Musical de Cocentaina[Enllaç no actiu]